# Давидов Ілля Валерійович
Ілля Валерійович Давидов (рос. Илья Валерьевич Давыдов; 25 січня 1989, м. Ярославль, СРСР) — російський хокеїст, захисник. Виступає за «Торпедо» (Нижній Новгород) у Континентальній хокейній лізі. 
Вихованець хокейної школи «Локомотив» (Ярославль). Виступав за «Южний Урал» (Орськ), «Іжсталь» (Іжевськ), «Автомобіліст» (Єкатеринбург), «Супутник» (Нижній Тагіл).